# Friedrich Wehmer
Friedrich Wehmer (* 25. Dezember 1885 in Plate; † 7. Februar 1964 in Schwerin) war während der Weimarer Republik ein sozialdemokratischer Landtagsabgeordneter in Mecklenburg-Schwerin sowie von 1950 bis 1964 Vorsitzender des Zentralvorstandes der Vereinigung der gegenseitigen Bauernhilfe (VdgB). Als Fraktionsvorsitzender vertrat er von 1950 bis 1963 die VdgB in der Volkskammer der DDR.

## Leben
Als Sohn eines Wald- und Ziegeleiarbeiters besuchte Wehmer von 1892 bis 1900 die Volksschule. Danach ließ er sich bis 1903 zum Landarbeiter ausbilden, um anschließend mit Unterbrechungen bis 1941 beim Forstamt Buchholz als Forstarbeiter tätig zu sein. Parallel dazu betätigte sich Wehmer von 1912 bis 1955 durch die Anpachtung eines kleinen landwirtschaftlichen Betriebes als Kleinlandwirt. Von 1905 bis 1907 leistete Wehmer seinen Militärdienst. Bei Kriegsbeginn 1914 wieder eingezogen, war er während des Ersten Weltkrieges bis 1918 Soldat. Nach dem Ersten Weltkrieg begann sich Wehmer politisch zu engagieren. 1918 wurde Mitglied eines Arbeiter- und Soldatenrates. Er kehrte nach Plate zurück und wurde Betriebsratsvorsitzender seines Forstamtes. Im Februar 1919 trat er in die SPD ein, im selben Jahr trat er auch dem Deutschen Landarbeiterverband bei.
Im Oktober 1919 wurde Wehmer zum Bürgermeister von Plate gewählt, welcher er bis 1933 blieb. 1920 wurde er Mitglied der SPD-Fraktion des Landtages Mecklenburg-Schwerin, in dem er ebenfalls bis 1933 saß. In seinem Heimatort leitete er zudem von 1923 bis 1933 die SPD-Ortsgruppe als Vorsitzender. Im Rahmen seiner Abgeordnetentätigkeit bekleidete Wehmer von 1929 bis 1933 das Amt des Vorsitzenden der Amtslandkrankenkasse in Schwerin und war in dieser Zeit auch Mitglied der Landwirtschaftskammer für Mecklenburg-Schwerin sowie des Landesverwaltungsgerichts.
Nach der „Machtergreifung“ der Nationalsozialisten wurde Wehmer aus all seinen Funktionen entlassen. Als Bürgermeister wurde er abgesetzt. Bis 1941 arbeitete Wehmer zunächst im Forst weiter. Danach wurde er Geschäftsführer der Raiffeisengenossenschaft in Plate, bis er im August 1944 im Rahmen der „Aktion Gitter“ in Schutzhaft im Zuchthaus Dreibergen in Bützow genommen wurde.
Nach Kriegsende wurde Wehmer zunächst wieder Mitglied der SPD. Er war Mitbegründer der SPD-Ortsgruppe in Plate und wurde deren Ortsvorsitzender. 1945 wurde er von der Besatzungsmacht als Bürgermeister von Plate eingesetzt. Er hatte dieses Amt bis April 1946 inne. Wohl auch aufgrund seiner reichhaltigen Erfahrung und seiner Abgeordnetentätigkeit wurde Wehmer im September 1945 als Mitglied der Landeskommission zur Durchführung der Bodenreform berufen. Gleichzeitig engagierte er sich zunehmend in der neu gegründeten Vereinigung der gegenseitigen Bauernhilfe. Im April 1946 wurde Wehmer mit der Vereinigung von KPD und SPD Mitglied der SED.
Ab Mai 1946 betätigte sich Wehmer zunächst als Landessekretär der VdgB. Im Oktober 1946 wurde er bei den Landtagswahlen in Mecklenburg als Abgeordneter der VdgB in den Landtag gewählt, in dem er in der ersten Wahlperiode saß. Zuvor hatte er als Vorstandsmitglied bereits der Beratenden Versammlung angehört. Von 1947 bis 1950 bekleidete er parallel das Amt des Vorsitzenden des VdgB-Landesvorstandes in Mecklenburg. Im November 1947 wurde Wehmer zum stellvertretenden Vorsitzenden des VdgB-Zentralvorstandes gewählt. Im Deutschen Volksrat, der Provisorischen Volkskammer und ab Oktober 1950 in der Volkskammer bekleidete er bis 1963 das Amt des Fraktionsvorsitzenden der Fraktion der VdgB und Genossenschaften. Er war dort von 1950 bis 1958 auch stellvertretender Vorsitzender des Gnadenausschusses. Im November 1950 wurde er schließlich zum Vorsitzenden des Zentralvorstands der VdgB gewählt. Er hatte dieses Amt bis zu seinem Tode inne.
Von 1946 bis 1949 war Wehmer Mitglied des Landesvorstandes der SED Mecklenburgs. Ab Juni 1954 bis zu seinem Tode war er Mitglied des Zentralkomitees der SED.

## Auszeichnungen
- Meisterbauer (1951)
- Vaterländischer Verdienstorden in Silber (1954)[1]
- Medaille für Kämpfer gegen den Faschismus 1933 bis 1945 (1958)
- Karl-Marx-Orden (1960)